# Wangen (bei Göppingen)
Wangen ist eine Gemeinde im Landkreis Göppingen in Baden-Württemberg.

## Geographie

### Geographische Lage
Wangen liegt auf einer Anhöhe oberhalb des Filstals am Rande des Schurwalds, in Luftlinie etwa 4 km nordwestlich vom Zentrum der Kreisstadt Göppingen entfernt. Das Gemeindegebiet erstreckt sich bis auf die Schlierbacher Platte des Vorlands der mittleren Schwäbischen Alb und liegt auf einer Höhe von 331 bis 473 Metern.
Wangen gehört zur Region Stuttgart (bis 1992 Region Mittlerer Neckar) und zur Randzone der europäischen Metropolregion Stuttgart.

### Nachbargemeinden
Die Gemeinde grenzt reihum an die Gemeinden Adelberg im Norden, Börtlingen ganz kurz im Nordosten und Rechberghausen im Osten, dann an die Kreisstadt Göppingen im Süden und die Stadt Uhingen im Südwesten, die alle zum eigenen Landkreis Göppingen gehören. Im Nordwesten schließlich berührt Wangen kurz das Gebiet der Stadt Schorndorf im Rems-Murr-Kreis.

### Gemeindegliederung
Zu Wangen gehört die ehemals selbstständige Gemeinde Oberwälden. In Wangen aufgegangen ist der Weiler Niederwälden.

### Flächenaufteilung
Nach Daten des Statistischen Landesamtes, Stand 2014.

## Geschichte

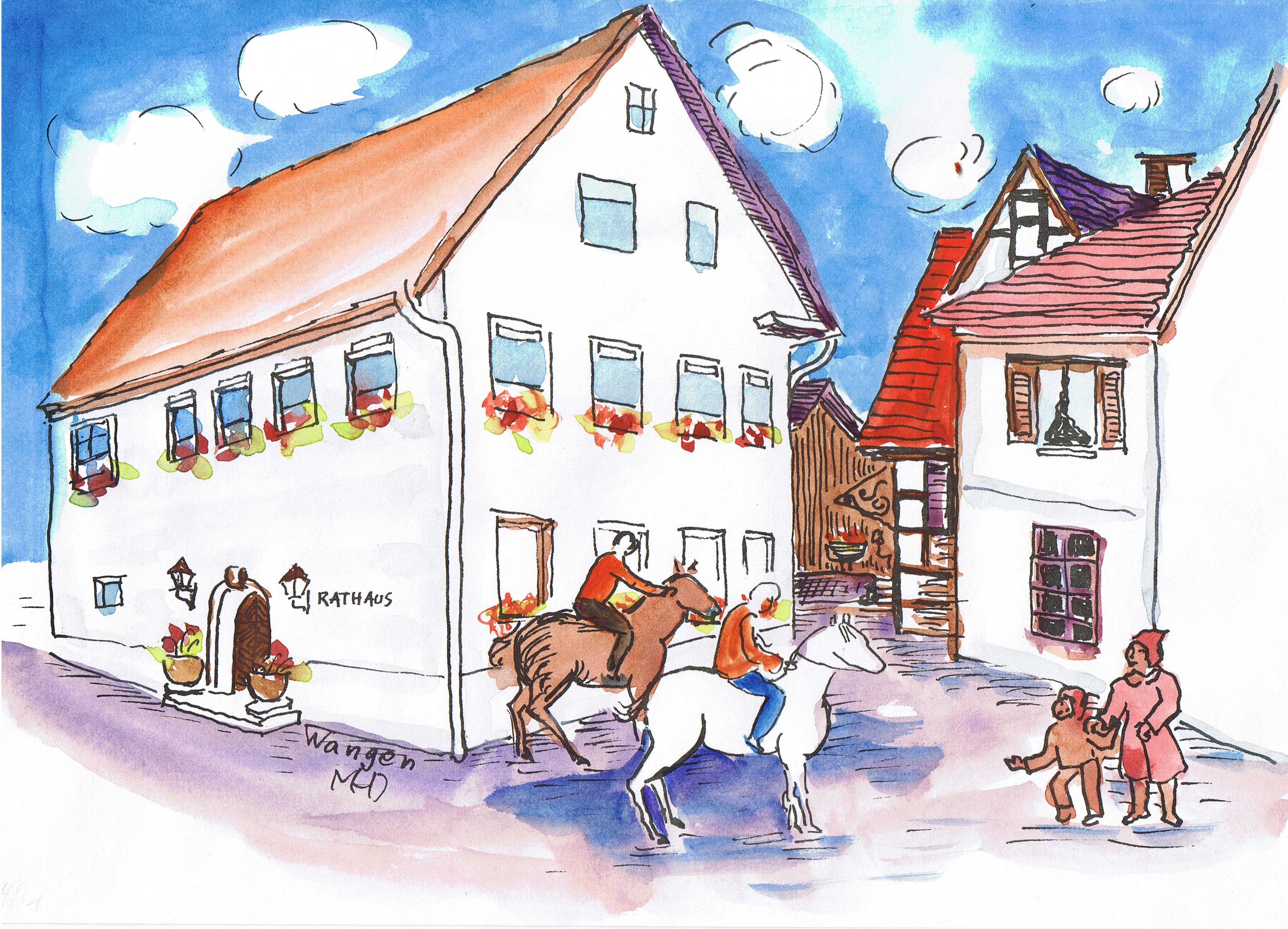
Rathaus Wangen, Zeichnung von Margret Hofheinz-Döring, 1978

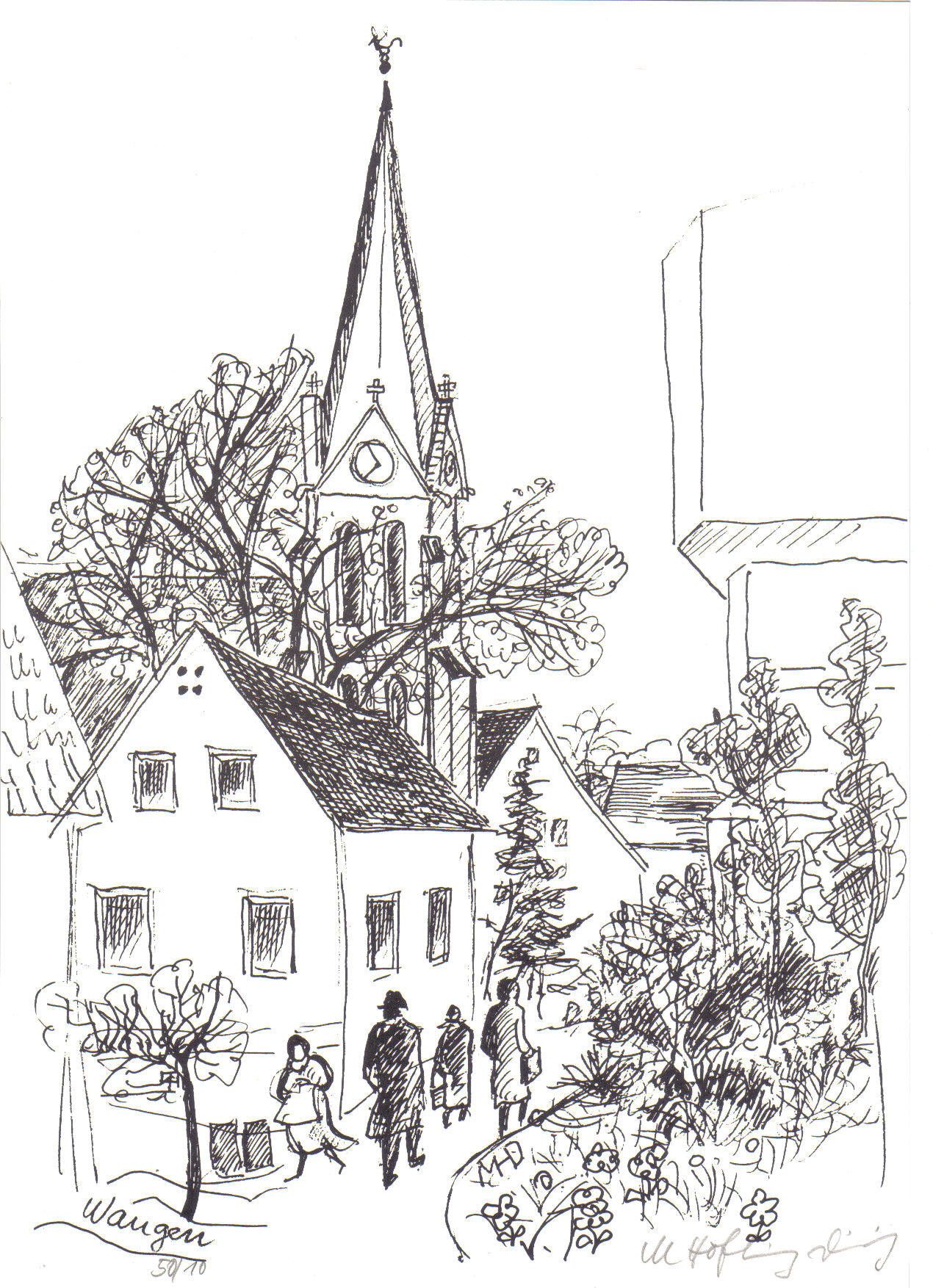
Ortsmitte Wangen, Zeichnung von Margret Hofheinz-Döring, 1978

### Mittelalter
Der Ort wurde im Jahre 1274 erstmals urkundlich erwähnt. In diesem Jahr verkaufte Friedrich von Staufeneck alle seine Güter in Wangen und Oberwälden an das Kloster Adelberg. Seit 1327 besaß Württemberg bereits Rechte in Wangen, der größte Teil des Ortes gehörte aber weiterhin dem Kloster.

### Neuzeit
1806 wurden die Degenfelder Herrschaft Rechberghausen und das Klosteroberamt Adelberg aufgehoben und dem Königreich Württemberg angegliedert, das den Ort dem Oberamt Göppingen unterstellte.
Bei der Kreisreform während der NS-Zeit in Württemberg gelangte Wangen 1938 zum Landkreis Göppingen. 1945 bis 1952 gehörte die Gemeinde zum Nachkriegsland Württemberg-Baden, das 1945 in der Amerikanischen Besatzungszone gegründet worden war, ab 1952 zum neuen Bundesland Baden-Württemberg.

### Religionen
Die evangelische Kirchengemeinde Wangen gehört zur Württembergischen Landeskirche. Kirchlich war für Wangen zunächst Oberwälden bedeutsam: Eine Kirche wurde dort bereits 1187 erwähnt. Später wurde sie Nikolauskirche genannt. Das Patronat hatten die Herren von Staufeneck, welches dann an das Kloster Adelberg sowie zu Ahelfingen und Zillenhart kam. Oberwälden bildete bis Ende 2019 eine eigene Kirchengemeinde. Jetzt heißt sie Evangelische Kirchengemeinde Wangen-Oberwälden. Nachdem Wangen zunächst eine Filiale der Oberhofenkirche Göppingen war, wurde im Zuge der Reformation 1557 eine evangelische Pfarrei eingerichtet, die aber bis 1967 von Oberwälden aus versehen wurde.
Seit der Reformation gibt es keine römisch-katholische Kirchengemeinde am Ort mehr. Die katholischen Gläubigen werden von der Gemeinde Rechberghausen betreut, die zum Dekanat Göppingen-Geislingen gehört. Zusätzlich gibt es in Wangen noch eine kleine evangelisch-methodistische Gemeinde.

### Eingemeindungen

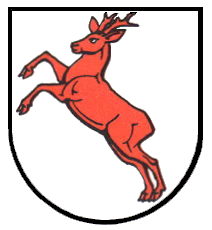
Wappen Oberwälden

1935 wurde die Siedlung Niederwälden von Holzhausen nach Wangen umgemeindet. Im Zuge der Gemeindereform in Baden-Württemberg wurde am 1. Juli 1971 die, bis dahin selbständige Gemeinde, Oberwälden eingemeindet.

### Einwohnerentwicklung
Quelle: Statistisches Landesamt Baden-Württemberg für die Daten ab 1970
| Datum              | Einwohner |
| ------------------ | --------- |
| 1837               | 0849      |
| 1907               | 1073      |
| 17. Mai 1939       | 1233      |
| 13. September 1950 | 1863      |
| 06. Juni 1961      | 2181      |
| 27. Mai 1970       | 2759      |
| 31. Dezember 1983  | 2976      |
| 25. Mai 1987       | 3209      |
| 31. Dezember 2005  | 3213      |
| 31. Dezember 2010  | 3165      |
| 31. Dezember 2015  | 3071      |
| 31. Dezember 2020  | 3253      |
| 31. Dezember 2023  | 3241      |

## Politik

### Wappen
Die Blasonierung des Gemeindewappens von Wangen lautet: In einem von Gold und Grün geteilten Schild oben eine liegende schwarze Hirschstange.
Grün steht in Anlehnung zu dem Ortsnamen für Wiesengelände, Gelb symbolisiert die ertragreiche Feldmarkung, die Hirschstange weist auf die Zugehörigkeit des Ortes zu dem Hause Württemberg hin. Das Wappen wurde im Jahre 1930 angenommen, die gelb-grüne Flagge durch das Innenministerium am 3. Juni 1959 verliehen.

### Gemeindepartnerschaften
Die Gemeinde Wangen verbindet eine enge Partnerschaft mit der französischen Region de Routot (Normandie), zu der die Gemeinden Bouquetot, Brestot, Étréville, Eturqueraye, Hauville, La Haye Aubree, Le Landin, Rougemontier und Routot gehören. Die ländlich geprägten Gemeinden haben zusammen über 5.500-Einwohner.
Seit dem 1. Mai 1992 besteht die Partnerschaft und es gab seit diesem Zeitpunkt kein Jahr ohne Treffen, die besonders von den Vereinen der beiden Kommunen getragen werden.

### Gemeinderat
Der Gemeinderat in Wangen hat 14 Mitglieder. Bei der Kommunalwahl am 9. Juni 2024 wurde in Wangen nach dem System der Mehrheitswahl gewählt. Das bedeutet, dass nur eine Liste (Unabhängige Wählervereinigung Wangen) aufgestellt war und die Bewerber mit den höchsten Stimmenzahlen gewählt sind. Der Gemeinderat besteht aus den gewählten ehrenamtlichen Gemeinderäten und dem Bürgermeister als Vorsitzendem. Der Bürgermeister ist im Gemeinderat stimmberechtigt. Die Wahlbeteiligung betrug 66,44 %.

### Bürgermeister
2010 gab der bis dahin amtierende Bürgermeister Werner Stöckle (Freie Wähler) bekannt, dass er sich nach 32 Jahren nicht um eine weitere Amtsperiode bewerben wird. Am 7. Februar 2010 wurde Daniel Frey (CDU) im 1. Wahlgang mit 906 von 1586 gültigen Stimmen zum Bürgermeister von Wangen gewählt. Die Wahl fand überregionale Beachtung, da der Amtsinhaber – obwohl er nicht mehr auf dem Wahlzettel stand – über 29 Prozent der Stimmen auf sich vereinen konnte. Bei der Bürgermeisterwahl am 25. Februar 2018 setzte sich Troy Dutta (parteilos) im 2. Wahlgang mit 59,3 Prozent der Stimmen gegen Amtsinhaber Daniel Frey durch. Dutta kündigte an, das Amt vorzeitig zum Ende 2022 aufzugeben. Am 27. November 2022 wurde Mary-Ann Schröder (parteilos) mit 55,4 Prozent der Stimmen zur Bürgermeisterin gewählt. Sie trat das Amt am 1. Januar 2023 an.

## Wirtschaft und Infrastruktur

### Gewerbe
Die Gemeinde Wangen verfügt über ein – für ihre Größe – überdurchschnittlich großes Gewerbegebiet am Ortsausgang in Richtung Göppingen-Faurndau in dem in erster Linie kleine und mittelständische Unternehmen im verarbeitenden und produzierenden Gewerbe ansässig sind.

### Verkehr
Die Gemeinde ist über mehrere Buslinien, welche durch die Nachbarorte Rechberghausen, Uhingen und Göppingen-Faurndau führen an die Große Kreisstadt Göppingen angebunden. Durch die Nachbargemeinden Göppingen-Faurndau und Uhingen führt die Bundesstraße 10, die von Wangen aus schnell erreichbar ist.
Zu den in der Nähe liegenden Bahnhöfen gehören neben dem Bahnhof in der Kreisstadt Göppingen Regionalbahnhöfe in den Nachbargemeinden Göppingen-Faurndau und Uhingen.

### Öffentliche Einrichtungen
Die Gemeinde Wangen hat für Tagungen, Feiern, Konzerte und Kleinkunst eine Gemeindehalle. Im sportlichen Bereich verfügt die Gemeinde über die Forstberghalle, eine 3-Feld-Halle, sowie einen Fußballfeld (Rasen) und ein Kleinspielfeld (Hartplatz).

### Bildung
Wangen verfügt über eine eigene Grundschule. Weiterführende Schulen müssen in den Nachbarorten besucht werden. Für die jüngsten Einwohner gibt es seit September 2011 ein Kinderhaus, direkt neben der Grundschule. Zuvor gab es drei Kindergärten, von denen zwei von der Gemeinde und einer von der katholischen Kirche getragen wurden.

## Kultur und Sehenswürdigkeiten

### Musik
Zum musikalischen Angebot der Gemeinde gehört der 1951 gegründete Musikverein Wangen e. V., dessen Blasorchester in der Oberstufe musiziert. Der Verein trägt durch seine Mitwirkung bei geistlichen und weltlichen Festen wesentlich zum Gemeindeleben bei. Durch eigene Jugendkapellen engagiert sich der Verein auch stark in der Jugendarbeit.

### Bauwerke
Im Ortsteil Oberwälden steht die evangelische Nikolauskirche mit quadratischem Chorturm aus der Stauferzeit um 1200. Im romanischen Chorraum befindet sich ein fast vollständig erhaltener Zyklus frühgotischer Wandmalerei, die in das erste Drittel des 14. Jahrhunderts datiert wird. Die Malereien im Sockelbereich und an der Südwand, wo 1450 ein dreiteiliges Renaissancefenster ausgebrochen wurde, sind nicht mehr erhalten. Die Malereien sind in Seccotechnik ausgeführt, die gegenüber einem Fresko eine geringere Haltbarkeit hat. Nach der Reformation waren die Fresken auf Anordnung von Herzog Ulrich von Württemberg (um 1540) übertüncht worden. Erst 1909 wurden sie bei der Kirchenrenovierung durch Architekt Richard Böklen wiederentdeckt und erstmals restauriert. 
In den vier Gewölbekappen sind um den kreuzförmigen Schlussstein, auf dem das Lamm Gottes dargestellt ist, die vier Evangelisten abgebildet. Sie sind alle in Haartracht und Bart individuell gestaltet und halten Schriftrollen in den Händen, deren Texte nicht mehr lesbar sind. Die Rollen beginnen mit dem Kopf ihres jeweiligen Symbols und enden in Menschenfuß, Löwentatze, Stierhuf und Adlerkralle. Sehr ungewöhnlich ist ihre Darstellung mit rot gefärbten Engelsflügeln, die ihre Stellung als Boten des göttlichen Wortes betonen. Zu ihren Füßen sitzt jeweils links ein Prophet und rechts eine heidnische Seherin, eine Sibylle. Auch sie tragen jeweils Spruchbänder, die nicht mehr lesbar sind und deuten alle mit ihren Händen zum Schlussstein als der Erfüllung ihrer Weissagungen.
An der Nordwand ist ein Marienzyklus zu sehen. Oben links befindet sich die Krönung Mariens. Rechts wohnt ihr der Kirchenpatron, der heilige Nikolaus, bei, der weiter rechts von einer Szene der Rettung eines Schiffes aus Seenot begleitet wird, dessen Besatzung ihn um Hilfe anruft. Unter der Nikolausszene ist die Himmelfahrt Mariens dargestellt und links davon ein schon sehr verwischter Marientod.
An der Ostwand findet man als Höhepunkt der Chorausmalung eine Jonadarstellung, der nackt vom Wal an Land gespuckt wird, Christus als Schmerzensmann und eine Darstellung der Schutzmantelmadonna. Die Darstellung des Schmerzensmannes wurde durch die Einführung des Fronleichnamsfests 1264 verbreitet, das Motiv der Schutzmantelmadonna, die in Oberwälden als eine der ältesten in Schwaben gilt, wurde ab etwa 1230 durch Caesarius von Heisterbach verbreitet. In den Fensterlaibungen der Ostwand ist zum einen die Annagelung Jesu ans Kreuz und zum anderen Jesu Kreuzestod mit Maria und Johannes dargestellt.
Zum Kirchenschiff hin findet sich auf dem mächtigen Chorbogen das Gleichnis von den klugen und törichten Jungfrauen. Bildprogramm und Stil der Malereien um 1310/20 werden als seeschwäbisch bezeichnet.
Eine Barbarakapelle in Wangen wurde 1535 aufgehoben. Die heutige Evangelische Kirche Wangen wurde 1887/88 im neugotischen Backsteinstil von Architekt Theophil Frey anstelle der spätgotischen und 1682 erweiterten Kirche erbaut und mit einem Holztonnengewölbe und reichhaltig mit Ornamenten versehen. Die Glasmalerei in Chorfenster und Rosette (Auferstehung Christi, Opferlamm, Ornamente) stammt aus der Münchner Werkstatt von Franz Xaver Zettler. 1977 wurde die Kirche renoviert.

### Sonstiges
In Wangen gibt es seit Mai 2012 einen 15 ha großen Friedwald. Dieser ist nach der Beisetzung von über 4.750 Personen im Mai 2022 weitgehend belegt und wurde 2023 um eine weitere Fläche ausgebaut.

## Persönlichkeiten

### Ehrenbürger
- Albert Nothdurft (1905–1997), Gründer der Alno AG (1927) und Träger des Bundesverdienstkreuzes am Bande

### Söhne und Töchter der Gemeinde
- Louise Zeller, geborene Pichler (1823–1889), Schriftstellerin
- Theodor Pichler (1835–1887), geboren in Oberwälden, württembergischer Oberamtmann
- Friedrich von Schmidlin (1847–1932), Justizminister des Königreichs Württemberg